# متنزه صهيون الوطني

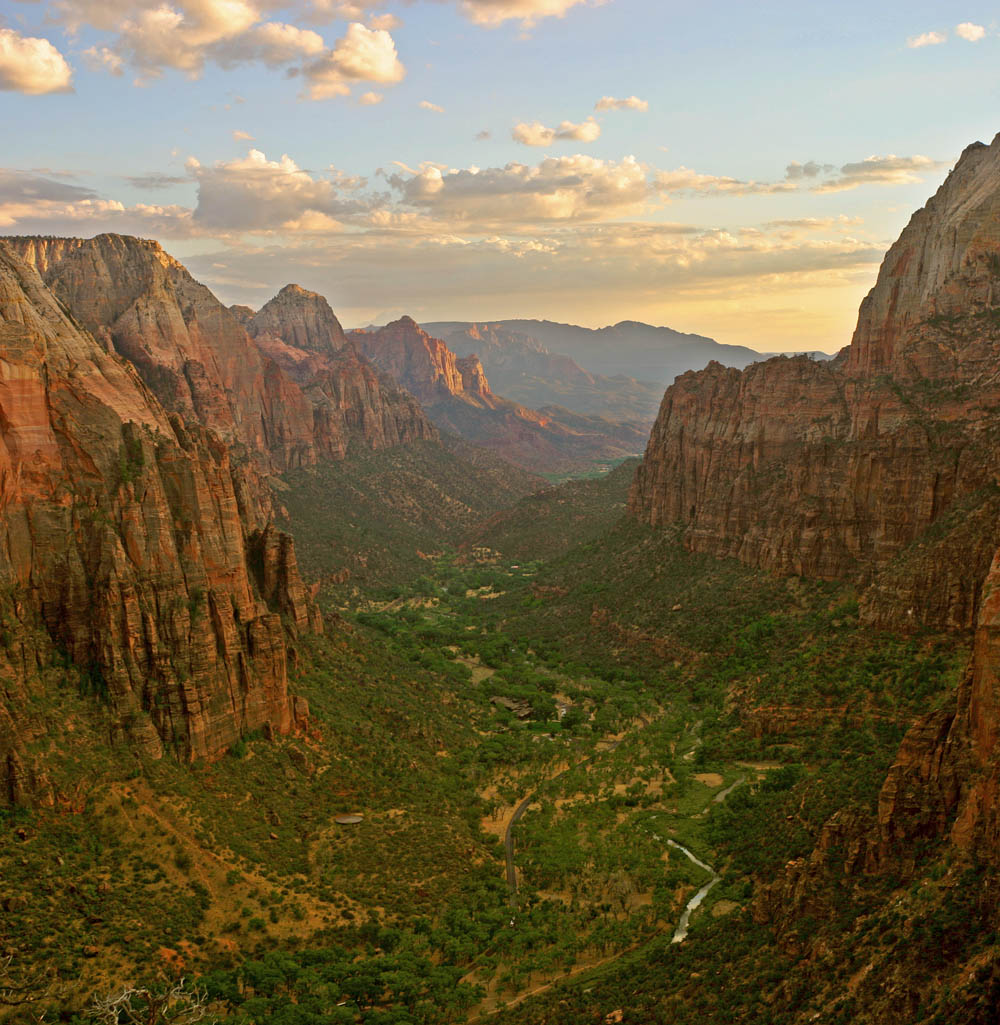
منظر سماويّ لمتنزه صهيون الوطني من قمّة "Angels Landing" عند غروب الشمس.

متنزه صهيون الوطني أو محمية صهيون (بالإنجليزية: Zion National Park) هي إحدى المتنزهات الوطنية الأمريكية تقع في ولاية يوتا بجنوب غرب الولايات المتحدة الأمريكية قرب سبرينغديل، يوتا. تبلغ مساحة المنطفة حوالي 229 ميل مربع ضمن ما يدعى ب Zion Canyon بطول 24 كيلومترا و 800 متر عمقا مجاورا للضفة الشمالية لنهر فرجين.

## المناخ
يظهر الجدول التالي التغييرات المناخية على مدار السنة لمتنزه صهيون الوطني:
| البيانات المناخية لـمتنزه صهيون الوطني                             | البيانات المناخية لـمتنزه صهيون الوطني | البيانات المناخية لـمتنزه صهيون الوطني | البيانات المناخية لـمتنزه صهيون الوطني | البيانات المناخية لـمتنزه صهيون الوطني | البيانات المناخية لـمتنزه صهيون الوطني | البيانات المناخية لـمتنزه صهيون الوطني | البيانات المناخية لـمتنزه صهيون الوطني | البيانات المناخية لـمتنزه صهيون الوطني | البيانات المناخية لـمتنزه صهيون الوطني | البيانات المناخية لـمتنزه صهيون الوطني | البيانات المناخية لـمتنزه صهيون الوطني | البيانات المناخية لـمتنزه صهيون الوطني | البيانات المناخية لـمتنزه صهيون الوطني |
| الشهر                                                              | يناير                                  | فبراير                                 | مارس                                   | أبريل                                  | مايو                                   | يونيو                                  | يوليو                                  | أغسطس                                  | سبتمبر                                 | أكتوبر                                 | نوفمبر                                 | ديسمبر                                 | المعدل السنوي                          |
| ------------------------------------------------------------------ | -------------------------------------- | -------------------------------------- | -------------------------------------- | -------------------------------------- | -------------------------------------- | -------------------------------------- | -------------------------------------- | -------------------------------------- | -------------------------------------- | -------------------------------------- | -------------------------------------- | -------------------------------------- | -------------------------------------- |
| الدرجة القصوى °ف (°م)                                              | 73 (23)                                | 89 (32)                                | 91 (33)                                | 97 (36)                                | 106 (41)                               | 114 (46)                               | 115 (46)                               | 112 (44)                               | 110 (43)                               | 99 (37)                                | 86 (30)                                | 81 (27)                                | 115 (46)                               |
| متوسط درجة الحرارة الكبرى °ف (°م)                                  | 54.2 (12.3)                            | 58.3 (14.6)                            | 66.2 (19.0)                            | 74.3 (23.5)                            | 85.2 (29.6)                            | 95.7 (35.4)                            | 101.0 (38.3)                           | 98.3 (36.8)                            | 91.0 (32.8)                            | 78.3 (25.7)                            | 63.5 (17.5)                            | 53.3 (11.8)                            | 76.7 (24.8)                            |
| المتوسط اليومي °ف (°م)                                             | 42.3 (5.7)                             | 45.9 (7.7)                             | 52.3 (11.3)                            | 59.1 (15.1)                            | 68.9 (20.5)                            | 78.8 (26.0)                            | 85.0 (29.4)                            | 83.0 (28.3)                            | 75.6 (24.2)                            | 63.6 (17.6)                            | 50.3 (10.2)                            | 41.4 (5.2)                             | 62.3 (16.8)                            |
| متوسط درجة الحرارة الصغرى °ف (°م)                                  | 30.3 (−0.9)                            | 33.5 (0.8)                             | 38.3 (3.5)                             | 43.9 (6.6)                             | 52.7 (11.5)                            | 62.0 (16.7)                            | 69.0 (20.6)                            | 67.7 (19.8)                            | 60.3 (15.7)                            | 48.8 (9.3)                             | 37.0 (2.8)                             | 29.5 (−1.4)                            | 47.8 (8.8)                             |
| أدنى درجة حرارة °ف (°م)                                            | −15 (−26)                              | 0 (−18)                                | 10 (−12)                               | 21 (−6)                                | 20 (−7)                                | 7 (−14)                                | 41 (5)                                 | 35 (2)                                 | 33 (1)                                 | 17 (−8)                                | −10 (−23)                              | −5 (−21)                               | −15 (−26)                              |
| الهطول إنش (مم)                                                    | 1.82 (46)                              | 1.98 (50)                              | 2.04 (52)                              | 1.31 (33)                              | 0.67 (17)                              | 0.31 (7.9)                             | 1.22 (31)                              | 1.45 (37)                              | 1.04 (26)                              | 1.30 (33)                              | 1.42 (36)                              | 1.63 (41)                              | 16.19 (409.9)                          |
| متوسط تساقط الثلوج إنش (سم)                                        | 0.9 (2.3)                              | 1.0 (2.5)                              | 0.7 (1.8)                              | 0.1 (0.25)                             | 0.0 (0.0)                              | 0.0 (0.0)                              | 0.0 (0.0)                              | 0.0 (0.0)                              | 0.0 (0.0)                              | 0.0 (0.0)                              | 0.5 (1.3)                              | 1.0 (2.5)                              | 4.2 (10.65)                            |
| متوسط أيام هطول الأمطار (≥ 0.01 in)                                | 6.5                                    | 7.8                                    | 7.8                                    | 6.1                                    | 4.4                                    | 2.7                                    | 5.1                                    | 6.6                                    | 4.7                                    | 5.1                                    | 4.8                                    | 6.4                                    | 68                                     |
| متوسط الأيام المثلجة (≥ 0.1 in)                                    | 0.6                                    | 0.5                                    | 0.4                                    | 0.1                                    | 0.0                                    | 0.0                                    | 0.0                                    | 0.0                                    | 0.0                                    | 0.0                                    | 0.3                                    | 0.6                                    | 2.5                                    |
| المصدر #1: NOAA                                                    |                                        |                                        |                                        |                                        |                                        |                                        |                                        |                                        |                                        |                                        |                                        |                                        |                                        |
| المصدر #2: Western Regional Climate Center (extremes 1904–present) |                                        |                                        |                                        |                                        |                                        |                                        |                                        |                                        |                                        |                                        |                                        |                                        |                                        |

## أعلام
- كالبانا تشاولا